# História do vestuário e dos têxteis

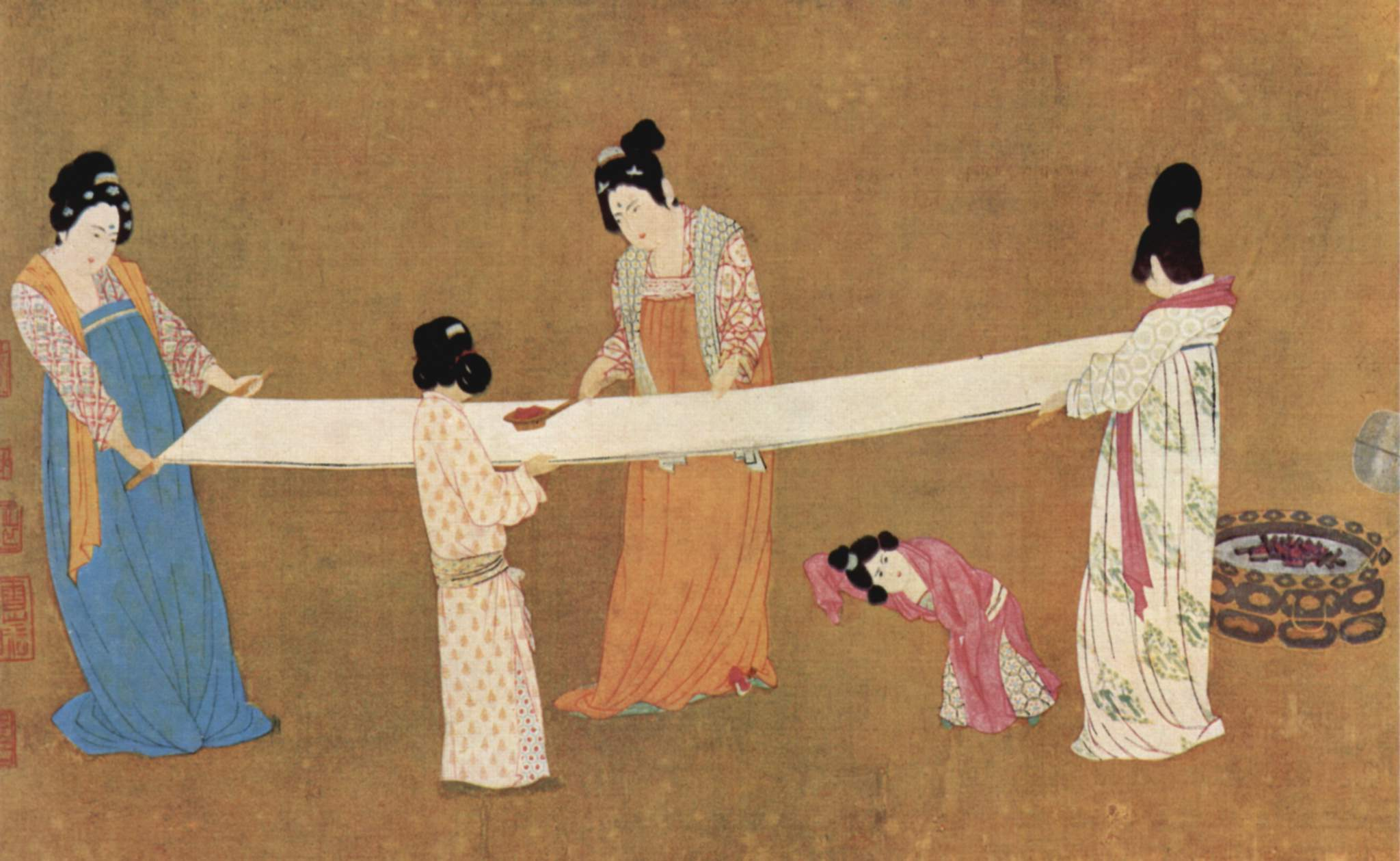
Senhoras fazendo seda, pintura do início do século XII do imperador Huizong de Song (uma reedição de um original do século VIII do artista Zhang Xuan), ilustra a fabricação de tecidos de seda na China

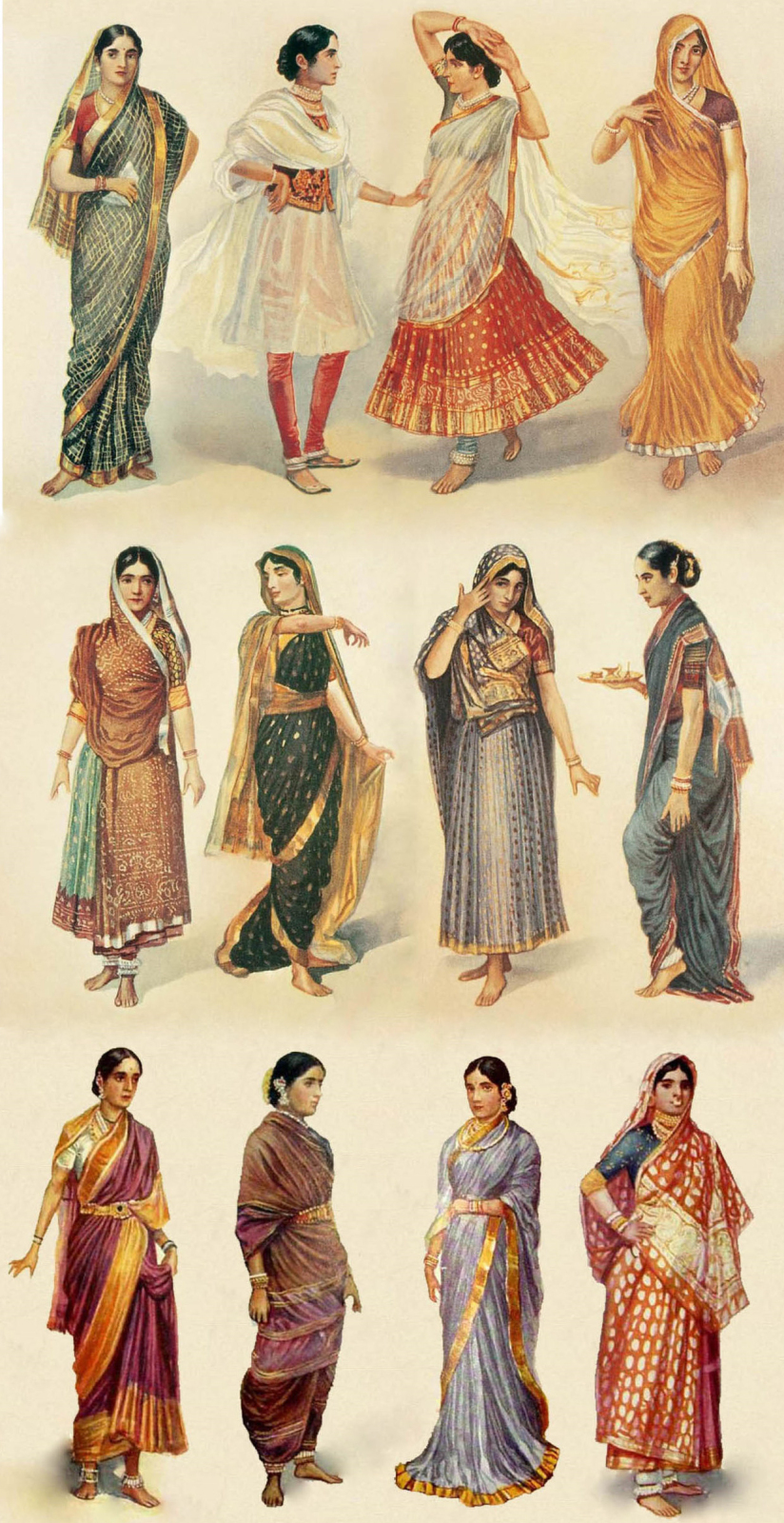
Ilustrações em aquarela de diferentes estilos de sari e roupas usadas por mulheres no sul da Ásia por M. V. Dhurandhar, 1928.

O estudo da história do vestuário e dos têxteis traça o desenvolvimento, uso e disponibilidade de vestuário e têxteis ao longo da história humana. Roupas e tecidos refletem os materiais e tecnologias disponíveis em diferentes civilizações em diferentes épocas. A variedade e distribuição de roupas e tecidos dentro de uma sociedade revelam costumes sociais e cultura.
O uso de roupas é uma característica exclusivamente humana e é uma característica da maioria das sociedades humanas. Sempre houve algum desacordo entre os cientistas sobre quando os humanos começaram a usar roupas, mas estudos envolvendo a evolução dos piolhos sugerem que começou por volta de há 170 mil anos. Os antropólogos acreditam que as peles de animais e a vegetação foram adaptadas em coberturas como proteção contra o frio, calor e chuva, especialmente quando os humanos migraram para novos climas.
A história têxtil é quase tão antiga quanto a civilização humana e, com o passar do tempo, a história têxtil foi se enriquecendo. A tecelagem de seda foi introduzida na Índia por volta de 400 d.C., enquanto a fiação de algodão remonta a 3000 a.C. na Índia.
Os têxteis podem ser feltrados ou fibras fiadas transformadas em fios e, posteriormente, em rede, enroladas, tricotadas ou tecidas para fazer tecidos, que apareceram no Oriente Médio durante o final da Idade da Pedra. Desde os tempos antigos até os dias atuais, os métodos de produção têxtil evoluíram continuamente, e as opções de tecidos disponíveis influenciaram a maneira como as pessoas carregavam seus pertences, se vestiam e decoravam seus arredores.
As fontes disponíveis para o estudo de roupas e têxteis incluem restos de materiais descobertos por meio da arqueologia; representação de têxteis e sua fabricação na arte; e documentos relativos à fabricação, aquisição, uso e comércio de tecidos, ferramentas e roupas acabadas. A bolsa de estudos da história têxtil, especialmente em seus estágios iniciais, faz parte dos estudos da cultura material.

## No Brasil
A história do vestuário e dos têxteis no Brasil pode ser contada a partir da colonização europeia em 1500, consolidando-se com a chegada da coroa portuguesa no Brasil, que trouxe consigo, de maneira direta, tecidos, tendências e padrões de beleza.
No Brasil, a indumentária, ao decorrer das décadas, é refletida diretamente no passado histórico colonialista e mercantilista do país, que suprimia a produção manufatureira interna e limitava o mercado consumidor. A fossilização do mercantilismo na formação brasileira resultou em uma constante subordinação às tendências e exigências da Europa, em um país cujo clima, cultura e hábitos se diferenciam dos europeus. Com isso, a moda brasileira teve de se adaptar ao longo dos anos às práticas estrangeiras e às exigências de uma nação tropical e miscigenada.
O entendimento da história da moda brasileira, por sua vez, auxilia na construção de um olhar crítico sobre a história geral do Brasil e a compreensão de um sistema que se enraizou na estrutura do país durante sua formação. Além disso, estudar a história da moda no Brasil é essencial para perceber anos de reafirmação da identidade cultural do povo brasileiro.

### Período Colonial

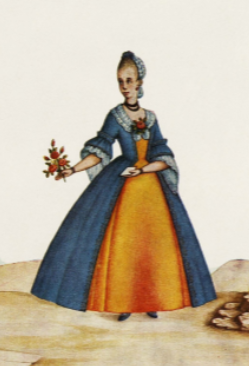
Mulher brasileira usando um vestido estilo Inglês (Robe à l'Anglaise), Brasil colonial, século XVIII

Antes da chegada dos portugueses ao Brasil os povos originários tinham suas próprias vestimentas e adereços de acordo com suas crenças e a identidade de cada tribo. Foi só com a chegada da corte portuguesa no Brasil em 1808, que houve uma maior consolidação do que é entendido como “moda” na sua forma mais tradicional, em que os europeus trouxeram seus costumes e vestuários para a colônia e abriram os portos para o comércio internacional, até então restrito a Portugal.
| “ | A Moda não pertence a todas as épocas nem a todas as civilizações [...] a Moda é formação essencialmente sócio-histórica, circunscrita a um tipo de sociedade. | ” |
|   | — LIPOVETSKY, Gilles, Império do Efêmero: a Moda e seu destino nas sociedades modernas. São Paulo: Companhia das Letras, 2002, p. 23..                         |   |

O vestuário se estabeleceu como um dos mais importantes símbolos de representação da aristocracia, e a corte era a principal referência da moda no Rio de Janeiro da época. A estética vinha principalmente da nova moda europeia, que nasceu das ideias revolucionárias francesas . Algumas destas tendências eram o uso de espartilhos, vestidos amplos, mangas bufantes e outros. Além dos acessórios, como o leque, as joias, os adereços nas vestes, os adornos de cabelo, eram alguns dos itens usados na época, voltados majoritariamente para o público feminino.
Entretanto, viu-se a necessidade de adaptação e alteração destas vestes, que possuíam panos pesados e diversas camadas de tecido, preparadas para o inverno europeu, para o clima tropical que se encontrava no território colonial.

### Século XIX
A independência do Brasil pôs um fim no pacto colonial, sendo crucial para a maior liberdade aduaneira brasileira, que intensificou suas relações econômicas com outros países, e, consequentemente, passou a importar produtos e aderir à estilos de vestimentas variadas. Ainda assim, a moda europeia chegava pelos portos (principalmente cariocas) e era consumida pelas camadas mais abastadas da sociedade, como a burguesia e os proprietários de terra. Além disso, a capital imperial tornou-se palco para o comércio glamuroso, bailes e recepções que repercutiam na imprensa e eram imitados pelo resto do território nacional, especificamente a moda de vestir.

A revolução industrial introduziu diferentes tipos de maquinários na indústria têxtil, e, por volta de 1850, as máquinas de costura foram introduzidas no mercado. Com isso, diferentes moldes e escalas de tamanho facilitaram a produção em massa de roupas, e foram causa do processo de expansão dos ateliês de costura, que passaram a oferecer diversas categorias de roupa, como roupas de baixo, vestidos, camisas, uniformes e acessórios já prontos. Mesmo assim, permanecia a produção de produtos feitos sob medida, que teve sua obsolecência em meados do século XIX, com a confecção industrial em massa de roupas, principalmente, vestimentas padronizadas. Essas mudanças foram registradas pelos missionários Kidder e Fletcher em seus diários:
| “ | Quase todas as senhoras fazem os seus próprios vestidos ou pelo menos cortam-nos e arranjam-nos para as escravas costurarem, pelos últimos figurinos de Paris. Sentam-se no meio de um círculo de negrinhas, pois sabem bem que, se o olhar do mestre engorda o cavalo, da mesma forma o olhar da patroa faz a agulha andar mais depressa. | ” |
|   | — apaud MONTELEONE, O Brasil e os brasileiros. v. 1. São Paulo: Companhia Editora Nacional, 1941. p. 18. |   |

Com isso, as discrepâncias sociais se explicitaram cada vez mais, com a elite brasileira almejando se adequar aos padrões europeus, com suas vestes requintadas e volumosas, completamente inadequadas para o clima tropical do país. Por mais que estas vestimentas fossem desconfortáveis, ela servia como uma afirmação de poder: a identificação das classes altas e sua semelhança com a Europa. Esse tipo de pertencimento a Europa inibia a criação de modas, modelagens e tecidos criados localmente e abria espaço para réplicas. Somente em meados de 1960, as roupas começaram a se adaptar melhor às estações do Brasil.    

## Questões do século XXI
Na década de 2010, a indústria têxtil global foi criticada por práticas insustentáveis. A indústria têxtil demonstrou ter um “impacto ambiental negativo na maioria das fases do processo de produção.
O comércio global de vestuário de segunda mão mostra-se promissor na redução da utilização de aterros, no entanto, as relações internacionais e os desafios à reciclagem de têxteis mantêm o mercado pequeno em comparação com a utilização total de vestuário. O consumo excessivo e a geração de resíduos na cultura da moda global levaram marcas e varejistas em todo o mundo a adotar a reciclagem têxtil, que se tornou um foco principal dos esforços mundiais de sustentabilidade. As marcas anunciam cada vez mais produtos feitos de materiais reciclados de acordo com as mudanças nas expectativas dos consumidores. A partir de 2010, os investimentos em empresas de reciclagem têxtil cresceram para dimensionar as soluções de reciclagem para a demanda global, com a Inditex apoiando a empresa de reciclagem têxtil-têxtil Circ em julho de 2022 ou a Goldman Sachs liderando um investimento em mecanização empresa de algodão reciclado Recover Textile Systems.
Os avanços no tratamento, revestimento e corantes têxteis têm efeitos pouco claros na saúde humana, e a prevalência da dermatite de contato têxtil está a aumentar entre os trabalhadores têxteis e as pessoas comuns.
Os estudiosos identificaram um aumento na taxa de compra de roupas novas pelos consumidores ocidentais, bem como uma diminuição na vida útil das roupas. Foi sugerido que a fast fashion contribui para o aumento dos níveis de desperdício têxtil.
O mercado mundial de exportações de têxteis e vestuário em 2013, de acordo com a Base de Dados de Estatísticas do Comércio de Mercadorias das Nações Unidas, situou-se em 772 mil milhões de dólares.
Em 2016, os maiores países exportadores de vestuário foram a China (161 bilhões de dólares), o Bangladesh (28 bilhões de dólares), o Vietnã (25 bilhões de dólares), a Índia (18 bilhões de dólares), Hong Kong (16 bilhões de dólares), a Turquia (15 bilhões de dólares) e a Indonésia (7 bilhões de dólares).